# 罗曼·萨多夫斯基
罗曼·萨多夫斯基（英語：Roman Sadovsky，1999年5月31日—），加拿大花样滑冰运动员，2019年NHK杯男子单人滑铜牌得主、2018年阿尔彭杯男子单人滑银牌得主、2022年内伯尔杯男子单人滑铜牌得主。